# Yushui (socken i Kina)
Yushui (kinesiska: 雨水乡, 雨水) är en socken i Kina. Den ligger i provinsen Sichuan, i den sydvästra delen av landet, omkring 380 kilometer söder om provinshuvudstaden Chengdu. Antalet invånare är 6 877. Befolkningen består av 3 225 kvinnor och 3 652 män. Barn under 15 år utgör 35 %, vuxna 15-64 år 60 %, och äldre över 65 år 4,0 %.
Genomsnittlig årsnederbörd är 1 211 millimeter. Den regnigaste månaden är juli, med i genomsnitt 275 mm nederbörd, och den torraste är januari, med 5 mm nederbörd.